# 模擬葉書
模擬葉書（もぎはがき、模擬葉書類）は、郵便作業の練習用や郵便自動化試験用等に使用するために作成された葉書である。

## 概要
模擬葉書（模擬葉書類）は、郵政省（郵便局）から発売された正規の葉書ではなく、郵便作業の練習用や郵便自動化試験用等に使用するために作成された葉書である。模擬葉書は多くの種類が確認されている。正規に発行された切手ではないため、発行年や発行背景などの正確な情報が得られていないものもある。従って、各種文献や郵政資料などから信頼性の高いデータの収集と公開が必要である。

## 模擬葉書類の種類
- 模擬葉書  - 額面種に5円、斜線などがある。
- 模擬郵便葉書 - 額面は5円。
- NECテスト葉書 - 郵便自動化試験のテスト用に作成された。額面にNECの文字。
- 東芝色検知葉書 - 郵便自動化試験のテスト用に作成された。額面種に緑、橙、青、赤の4色がある。